# Somebody like That
Somebody like That è un singolo della cantautrice canadese Tenille Arts, pubblicato il 27 settembre 2019 come terzo estratto dal secondo album in studio Love, Heartbreak, & Everything in Between.

## Descrizione
Il brano è stato scritto dalla stessa interprete con Allison Cruz e Alex Kline e prodotto da quest'ultima. È composto in chiave di Fa maggiore ed ha un tempo di 102 battiti per minuto.

## Video musicale
Il video musicale del brano, diretto da Stephen e Alexa Kinigopoulos, è stato reso disponibile il 27 settembre 2019.

## Tracce
Download digitale
1. Somebody like That – 3:18

Download digitale (versione acustica)
1. Somebody like That – 3:14

## Classifiche
| Classifica (2021) | Posizione massima |
| ----------------- | ----------------- |
| Stati Uniti       | 50                |